# كارلوس كالديرون
كارلوس كالديرون (بالإنجليزية: Carlos Calderón) (مواليد 12 يونيو 1955) هو ملاكم أمريكي، مثّل بلاده في الألعاب الأولمبية الصيفية 1976.

## روابط خارجية
كارلوس كالديرون على موقع أوليمبيديا (الإنجليزية)